# Chica Xavier

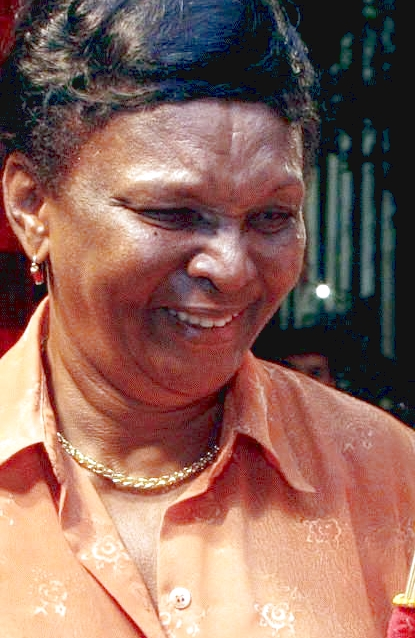
Chica Xavier

Chica Xavier (anhörenⓘ eigentl. Francisca Xavier Queiroz de Jesus, * 21. Januar 1932 in Salvador da Bahia; † 8. August 2020 in Rio de Janeiro) war eine brasilianische Theater- und Filmschauspielerin.

## Leben und Karriere
Chica Xavier kam 1953 nach Rio de Janeiro, wo sie bei Pascoal Carlos Magno Schauspiel-Unterricht nahm. Ab 1956 wurde sie als Theater-Schauspielerin aktiv. 1962 gab sie ihr Filmdebüt. In den 1970er Jahren kamen Rollen in Fernsehserien hinzu, diese waren zahlreiche Telenovelas des Senders TV Globo.
Sie starb 2020 an Lungenkrebs.

## Privatleben
Sie war ab 1956 mit dem Schauspieler Clementino Kele verheiratet.

## Filmografie (Auswahl)
- 1962: Assalto ao Trem Pagador
- 1973: Um Virgem na Praça
- 1973: Os Ossos do Barão (Fernsehserie)
- 1975: Uma Mulata Para Todos
- 1978: Dancin’ Days (Fernsehserie)
- 1986: Sinhá Moça (Fernsehserie)
- 1986: Tenda dos Milagres (Fernsehserie)
- 1993: Renascer (Fernsehserie)
- 1994–1995: Pátria_Minha (Fernsehserie)
- 1995–1996: Cara & Coroa (Fernsehserie)
- 1999: Força de um Desejo (Fernsehserie)
- 2005: A Lua me Disse (Fernsehserie)
- 2007–2008: Duas Caras (Fernsehserie)
- 2010: Astral City – Unser Heim (Nosso Lar)
- 2016: Muleres no Poder